# Tour de l'Horloge (Aubusson)
Pour les articles homonymes, voir Tour de l'Horloge.
La tour de l'Horloge est une tour horloge française à Aubusson, dans la Creuse. C'est un monument historique inscrit depuis le 15 juin 1926.